# Итальянский тестон

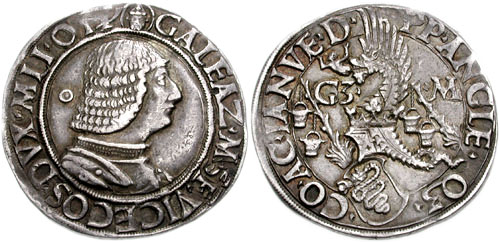
Изображение одного из первых миланских тестонов

Тестон (итал. testone от итал. testa — голова) — название серебряных монет различных итальянских государств XV—XIX столетий.
Впервые тестон был отчеканен в 1474 году в Миланском герцогстве во время правления Галеаццо Мария Сфорца (1466—1476). Монета являлась подражанием венецианской лире Трон 1472 года. По количеству благородного металла тестон соответствовал 1½ лиры и имел вес 9,65 г при содержании 9,28 г чистого серебра.
Характерный внешний вид с изображением монарха, стабильность весовых характеристик в течение продолжительного периода, привели к появлению большого количества подражаний в других итальянских государствах, включая Папскую область. Общим для них являлось изображение правителя на аверсе.
В разные годы чеканили кратные номиналы в 2, 3 и 4 тестона.
После широкого распространения монет талерового типа в XVI столетии тестоны потеряли своё значение, как одной из крупнейших серебряных монет Европы. В то же время получив, хоть и непродолжительное, но широкое распространение в других странах, они привели к появлению множества подражаний — французских тестонов, шотландских и английских тестунов, швейцарских диккенов, португальских тостао и испанских тостонов.
Среди итальянских государств тестоны в последний раз были выпущены в 1796 году в Папской области. До 1834 года тестон в папских владениях оставался счётной денежной единицей, равной 30 байокко, 3 паоло или 1⁄10 доппии.